# Édouard Louis Joseph Empain

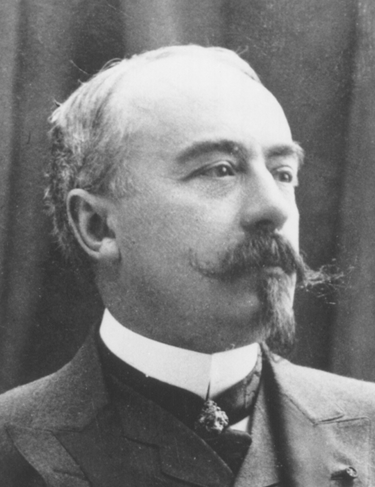
Baron Empain (um 1910)

Baron Édouard Louis Joseph Empain (* 20. September 1852 in Belœil; † 22. Juli 1929 in Woluwe-Saint-Pierre/Sint-Pieters-Woluwe) war ein reicher belgischer Ingenieur, Unternehmer, Finanzier und Industrieller sowie Amateur-Ägyptologe.

## Leben
Empain wurde in Belœil, Belgien, geboren und war der Sohn des Lehrers François Julien Empain und seiner Frau Catherine (geborene Lolivier). Er arbeitete mit seinem Bruder Baron François Empain und anderen Familienmitgliedern zusammen und häufte ein großes Vermögen an.
Empain begann seine Karriere 1878 als technischer Zeichner bei der Eisenhütte Société métallurgique und wurde beim Eisenbahnbau eingesetzt. Dabei bemerkte er, dass die Verkehrswege im ländlichen Raum nur gering ausgebaut waren. Nach seinem Erfolg in Belgien mit der Linie Lüttich-Jemeppe entwickelten seine Firmen mehrere Eisenbahnstrecken in Frankreich, unter anderem die Erstellung der Pariser Métro. Zu diesen Unternehmen gehörte auch die Société parisienne pour l’industrie électrique.
Da er sich in seinen industriellen Vorhaben zu sehr von Banken abhängig fühlte, gründete er 1881 seine eigene Bank, die Banque Empain, die später zur „Belgischen Industriebank“ (Banque Industrielle Belge) wurde.
Empains Firmenimperium wuchs während der 1890er Jahre stark und errichtete elektrische Straßenbahnen in Europa, Russland, China, in Belgisch Kongo und in Kairo, Ägypten. In dem Bestreben, auch von örtlichen Stromerzeugern unabhängig zu sein, beteiligte er sich auch an der Gründung mehrerer Elektrizitätsgesellschaften, die den Strom für seine Projekte lieferten.
Zu Beginn des 20. Jahrhunderts beauftragte Leopold II. von Belgien Empain mit der Durchführung eines Eisenbahnprojekts im Osten des Kongo-Freistaats. 1902 gründete Empain die Compagnie des Chemins de Fer du Congo Supérieur aux Grands Lacs Africains (CFL) mit einem Kapital von 25 Millionen Francs. Es sollten zwei Bahnstrecken gebaut werden, eine, die den Kongo bei Stanleyville mit dem Albertsee verbinden, und eine weitere, die den Kongo bei Nyangwe am Lualaba mit dem Tanganjikasee verbinden sollte.
Édouard Empain besuchte Ägypten im Januar 1904, als er eines der Projekte seines Unternehmens S.A. des Chemins de Fer de la Basse-Egypte retten wollte. Es handelte sich um den Bau einer Eisenbahnstrecke von Al-Mansura (am Ufer des Nils) nach Matariya (am Menzaleh-See bei Port Said). Obwohl er den Vertrag an die Briten verlor, blieb Empain in Ägypten; eine Entscheidung, die mit seiner Liebe zur Wüste und seiner Beziehung zu Yvette Boghdadli zu tun hatte.

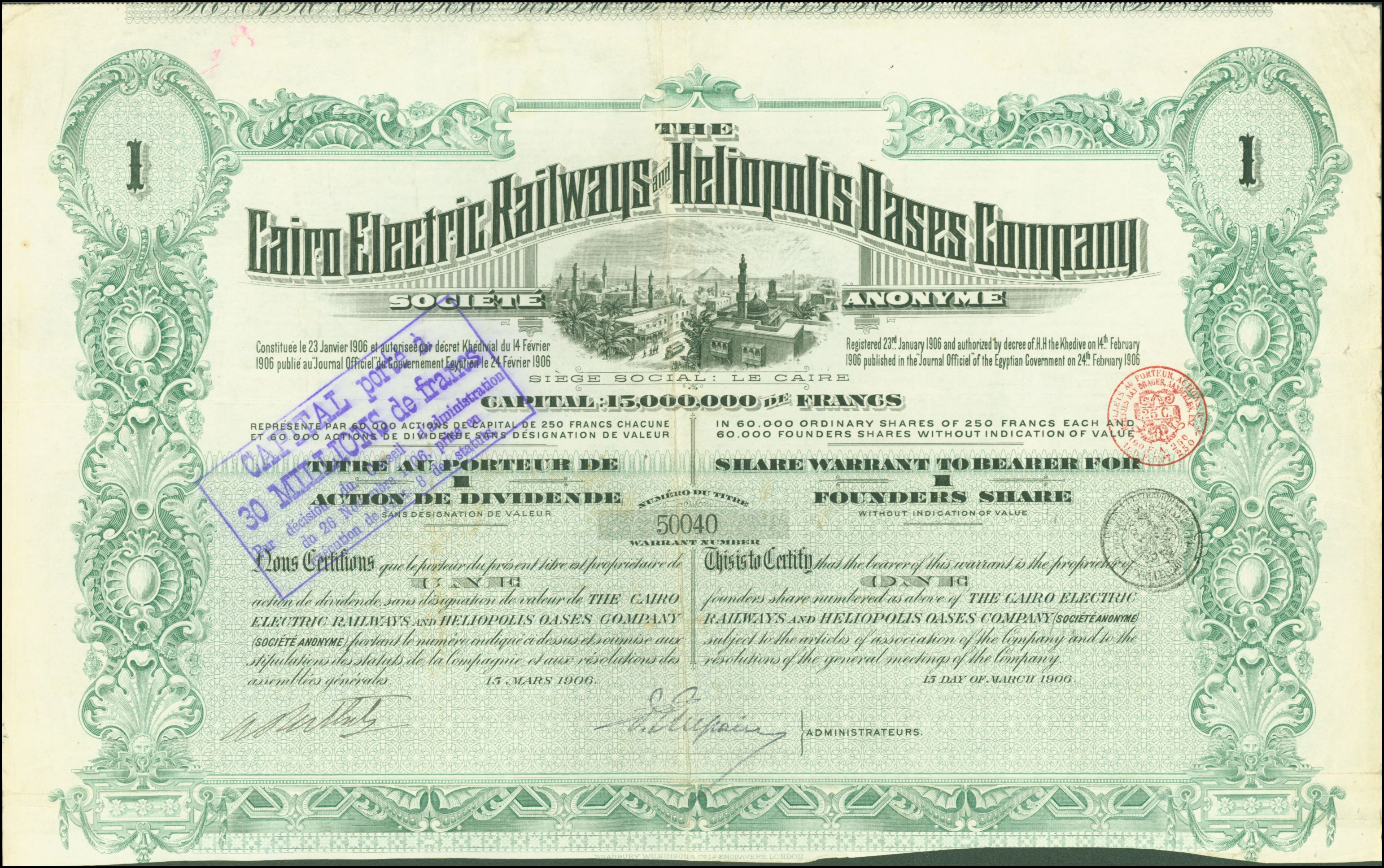
Aktie der Cairo Electric Railways and Heliopolis Oases Company vom 15. März 1906

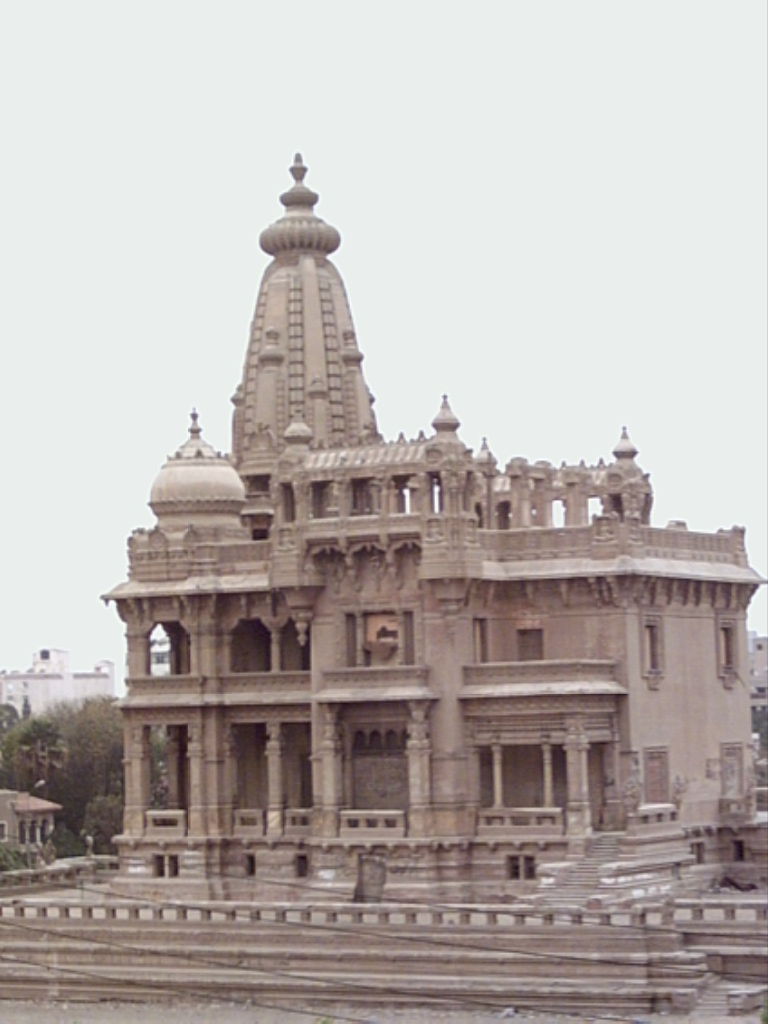
Baron Empain Palace (Qasr Al Baron), Heliopolis, Ägypten.

1906 gründete Empain die Cairo Electric Railways and Heliopolis Oases Company, die günstig 25 Quadratkilometer Land in der Wüste nordöstlich von Kairo kaufte. Mit Baubeginn 1906/1907 erbaute die Gesellschaft die neue Stadt Heliopolis, zehn Kilometer vom Zentrum Kairos entfernt. Heliopolis war als „Stadt des Luxus und der Freizeit“ mit breiten Prachtstraßen und mit der gesamten notwendigen Infrastruktur geplant: Wasser, Abwasser, Elektrizität und Hotels. Zur Freizeitgestaltung gab es einen Golfplatz, eine Pferderennbahn und einen Park.
Heute ist Baron Empain bei Ägypten-Reisenden hauptsächlich für den Bau des Palastes Palais Hindou in der ehemaligen Avenue des Palais bekannt. Inspiriert von Angkor Wat in Kambodscha und den Hindu-Tempeln von Orissa, wurde der Palast vom französischen Architekten Alexandre Marcel (1860–1928) gestaltet und 1911 vollendet. Empain hatte eine Tochter namens Miriam, die körperbehindert war und von ihrem Vater grausam behandelt wurde, indem er sie zum Beispiel im Keller des Palastes einsperrte. Schließlich wurde sie zusammengekrümmt tot im Speiseaufzug gefunden; es ist unklar, ob sie Selbstmord begangen hatte. Es ging schließlich das Gerücht, sie würde als Gespenst im Palast umgehen, ebenso ihre Tante Helena, die von einem Balkon des Palastes gestürzt war und sich tödlich verletzt hatte.
Während des Ersten Weltkrieges wurde ihm der Generalsrang verliehen, und er leitete die Waffenproduktion für die belgische Armee in Paris und Le Havre.
Er starb in Woluwe-Saint-Pierre/Sint-Pieters-Woluwe, Belgien, und ist unter der im Rahmen seines Bauprojektes  errichteten Liebfrauenbasilika von Heliopolis begraben.

## Bibliographie
- Howard Shakespeare, Belgian Companies in Egypt, (published by the International Bond & Share Society, 1998).
- Une Donation d'antiquités égyptiennes aux Musées royaux de Bruxelles, (1911).
- VAN LOO Anne & BRUWIER Marie-Cécile (eds.), Héliopolis, Brüssel: Mercatorfonds, 2010, p. 88–167. ISBN 978-90-6153-930-8.